# Bräkne-Hoby församling
Bräkne-Hoby församling är en församling i Blekinge kontrakt i Lunds stift. Församlingen ligger i Ronneby kommun i Blekinge län och ingår i Ronneby pastorat.

## Administrativ historik
Församlingen har medeltida ursprung med en kyrka från 1100-talet. Före den 1 januari 1886 (ändring enligt beslut den 17 april 1885) var namnet Hoby församling.
Ur församlingen utbröts den 4 maj 1859 Öljehults församling. Församlingen var ett eget pastorat före 1859 och från 1962 till 2014. Mellan 1859 och 1961 ingick Öljehults församling i pastoratet. Från 2014 ingår församlingen i Ronneby pastorat.
Före den 17 april 1885 var namnet på församlingen Hoby församling.

## Series pastorum
| Ämbetstid | Namn                        | Levnadstid | Övrigt  |
| --------- | --------------------------- | ---------- | ------- |
| 2006-2013 | Gunnel Alvhäll              | 1953       |         |
| 1982-2006 | Christer Ljungström         | 1942       |         |
| 1965-1982 | Ingvar Lundmark             | 1917-2012  |         |
| 1941-1965 | Nils Lauritz Schöldtz       | 1895-1979  | KNO LVO |
| 1912-1940 | Per Justus Hanell           | 1864-1940  | LVO     |
| 1879-1911 | Jöns Swensson               | 1834-1911  |         |
| 1861-1878 | Carl August Pihl            | 1818-1894  |         |
| 1848-1858 | Charles Emil Eckerberg      | 1802-1858  |         |
| 1819-1847 | Carl Peter Wulff            | 1787-1847  |         |
| 1808-1818 | Johan Anders Quiding        | 1778-1818  |         |
| 1793-1808 | Nils Hallström              | 1760-1830  | LNO     |
| 1749-1793 | Jöns Brock                  | 1714-1793  |         |
| 1716-1747 | Palle Brock                 | 1686-1747  |         |
| 1713-1714 | Torbern Bernzerus           |            |         |
| 1676-1713 | Lars H. Schlyter            |            |         |
| 1667-1676 | Bertel Bertelsson Aqulonius |            |         |
| 1645-1667 | Sigwardt Nielsen Huid/Albin |            |         |
| 1639-1645 | Dawid Dawidsen Walche       |            |         |
| 1621-1639 | Jörgen Jörgensen            |            |         |
| 1571-1621 | Jörgen Mogensen             |            |         |
| 1560      | Sigvard                     |            |         |
| 1549      | Lauritz Jacobsen            |            |         |
| 1419      | Rymarus                     |            |         |
| 1346      | Canutus Lahilli             |            |         |
| 1330      | Mathias                     |            |         |

## Organister
Organister, kantorer och klockare vid Bräkne-Hoby kyrka. Klockaregården var belägen i Hoby nr 6.
| Verksam   | Namn                               | Levnadstid | Övrigt |
| --------- | ---------------------------------- | ---------- | ------ |
|           | Israel Andersson Lunnaeus          |            |        |
| 1677-1711 | Knut Håkansson Hammar              |            |        |
| 1722-1724 | Sörman                             |            |        |
| 1727-1761 | Casten Schlyter                    | 1692-1766  |        |
| 1762-1798 | Göran Sivert Lagerlund             | 1732-1808  |        |
| 1861-1884 | Carl Daniel Ringius                | 1832-1884  |        |
| 1886-1918 | Patrik Axel Linus Nilsson Dahlberg | 1860-1918  |        |
| 1920      | Tryggve Ossian Wåhlin              | 1884-1978  |        |
| 1929-1964 | Josef Martin Olaus Swenson         | 1891-1967  | [ 7 ]  |
| 1969-1986 | Kerstin Lundmark                   | 1923-2012  |        |
| 1986-2012 | Berit Ljungström                   | 1946       |        |
| 2013-     | Berit Sundell                      |            |        |

## Kyrkor
- Bräkne-Hoby kyrka